# Perro guardián de Moscú
El Perro guardián de Moscú (en ruso московская сторожевая ) es una raza canina desarrollada en la Unión Soviética.
Desciende del cruce entre San Bernardo, Pastor caucásico y razas rusas de perros de caza. Tiene el tamaño, atractivo e inteligencia  del San Bernardo y el trato asertivo y la capacidad de alerta del pastor caucásico.